# Blue Island
Blue Island är en stad (city) i Cook County, i delstaten Illinois, USA. Enligt United States Census Bureau har staden en folkmängd på 23 809 invånare (2011) och en landarea på 10,5 km².